# Mr. Jones (Counting Crows)
Mr. Jones è il primo singolo del gruppo musicale statunitense Counting Crows, estratto dal loro album di debutto August and Everything After nel 1993.

## Descrizione
Il Mr. Jones di cui parla la canzone è Marty Jones, ex bassista dei The Himalayans e amico d'infanzia del cantante Adam Duritz. Il testo racconta delle aspirazioni dei due di avere successo come musicisti e di diventare "grandi stelle".

## Classifiche
| Classifica (1994)                | Posizione massima |
| -------------------------------- | ----------------- |
| Australia                        | 13                |
| Austria                          | 27                |
| Belgio (Fiandre)                 | 45                |
| Canada                           | 1                 |
| Francia                          | 7                 |
| Italia                           | 24                |
| Nuova Zelanda                    | 49                |
| Paesi Bassi                      | 42                |
| Regno Unito                      | 28                |
| Stati Uniti (adult contemporary) | 25                |
| Stati Uniti (alternative)        | 2                 |
| Stati Uniti (pop)                | 2                 |
| Stati Uniti (radio)              | 5                 |